# Magic Knight Rayearth
Magic Knight Rayearth (魔法騎士レイアース?, Majikku Naito Reiāsu) è un manga di genere fantasy e mahō shōjo scritto e disegnato dalle CLAMP, pubblicato in Giappone sulla rivista Nakayoshi di Kōdansha dal novembre 1993 al febbraio 1995. L'opera è stata successivamente trasposta da Tokyo Movie Shinsha in un anime televisivo composto da due stagioni (rispettivamente di 20 e 29 episodi), andati in onda tra l'ottobre 1994 e il novembre 1995, su Yomiuri TV. Una seconda serie manga, intitolata Magic Knight Rayearth 2, è stata pubblicata dal marzo 1995 all'aprile 1996
In Italia è stato pubblicato inizialmente frammentato da Star Comics nel 1995, e poi ricompattato tra il luglio e il settembre 1998 con il titolo Rayearth; mentre il sequel Rayearth 2 dal gennaio al marzo 2001. È poi stato ristampato tutto nel 2010 con il titolo Magic Knight Rayearth, sempre da Star Comics, con un adattamento più fedele.
La serie anime è stata trasmessa anche in Italia, in edizione censurata, dalle reti Mediaset con il titolo Una porta socchiusa ai confini del sole dal luglio all'agosto 1997, e poi edita in edizione integrale e titolo originale, nel 1998, per il mercato home video, da Yamato Video.

## Trama

### Magic Knight Rayearth
Hikaru Shido, Umi Ryuzaki e Fu Hooji (nella versione italiana dell'anime Luce, Marina e Anemone) sono in gita con le rispettive scuole di appartenenza alla Tokyo Tower. Sulla torre le tre ragazze, dopo aver sentito una misteriosa voce invocare i leggendari Cavalieri Magici, si ritrovano a precipitare nel vuoto. Salvate da Clef, un potente mago che, nonostante il suo aspetto da bambino, ha 745 anni, le ignare ragazze sono informate da quest'ultimo che si trovano a Cefiro, un mondo sorretto dalla sola forza di volontà. A capo di esso si trova la cosiddetta Colonna Portante, una persona che con le sue preghiere mantiene l'ordine e la pace. L'attuale Colonna, la principessa Emeraude, è stata però rapita dal sacerdote Zagato e Cefiro è sprofondato nel caos. Il loro compito sarà quindi quello di liberare la principessa con l'aiuto dei Geni Managuerrieri (魔神?, Mashin), ossia degli spiriti che solo i Cavalieri Magici sono in grado di risvegliare e controllare.
Dopo varie vicissitudini e con l'aiuto di diversi personaggi, le tre protagoniste riescono a risvegliare i Managuerrieri ed uccidere Zagato. Tuttavia le tre ragazze, una volta entrate nel castello di Cefiro, si trovano di fronte ad una sconcertante scena: la principessa Emeraude, ormai libera, una volta informata dell'avvenuta morte di Zagato, impazzisce dal dolore, evoca un Managuerriero demoniaco e inizia a combattere contro i Cavalieri Magici e allo stesso tempo a far crollare il mondo. Un'apparizione dello spirito cosciente di Emeraude svela la verità: ella si era innamorata di Zagato, che la ricambiava, e ciò non le consentiva più di adempiere al suo compito di Colonna Portante, poiché a quest'ultima è interdetto l'innamoramento, non potendo ella pensare ad un'unica persona. Nessun abitante di Cefiro può uccidere la Colonna e quest'ultima non può suicidarsi, per cui Emeraude - al fine di essere liberata dal suo ruolo e per far nascere una nuova Colonna - aveva evocato i Cavalieri Magici provenienti da un'altra dimensione con un preciso compito: esaudire il suo primo ed ultimo desiderio, ovverosia ucciderla. Zagato, dunque, non aveva rapito Emeraude e fino a quel momento aveva agito con la sola intenzione di difendere la vita della sua amata. Attonite e sconvolte, le ragazze uniscono i loro poteri in un unico Managuerriero e uccidono Emeraude e il suo demone prima che Cefiro venga del tutto distrutto. Con le sue ultime forze, prima di morire, la principessa riesce a far tornare i Cavalieri Magici a Tokyo e in una sorta di paradiso si ricongiunge, ormai davvero libera, al suo innamorato.

### Magic Knight Rayearth 2
Le tre ragazze sono tornate sulla Terra da qualche tempo, sono rimaste buone amiche, e sono ancora profondamente scosse dall'aver ucciso  Emeraude, inoltre continuano a preoccuparsi per la sorte di Cefiro. Un giorno, mentre si trovano nuovamente alla Tokyo Tower, ritornano a Cefiro, anche se nessuno sa spiegare il perché. Tuttavia, senza la presenza della Colonna, il pianeta si sta lentamente distruggendo, in preda ai mostri generati dalle paure della gente. In più, truppe provenienti da diversi mondi stanno giungendo a Cefiro per assumerne il controllo. Si tratta di Autozam, un mondo largamente meccanizzato che sta per decadere e ha bisogno della forza di Cefiro, Chizeta, che vuole espandere il suo mondo e Fahren, la cui principessa vuole diventare la Colonna di Cefiro per diventare più bella. I Cavalieri Magici decidono quindi di tornare a combattere per aiutare i loro amici. Qui conoscono Lantis il fratello di Zagato che, dopo aver scoperto l'amore di suo fratello nei confronti di Emeraude, lasciò Cefiro. Probabilmente il pianeta su cui è stato più al lungo è Autozam, ed è proprio qui che fa la conoscenza del comandante Eagle Vision. Per la fiducia che nutre nei suoi confronti, Lantis gli racconta di Cefiro ma questo verrà poi tradito da Eagle, che nel corso della serie si scoprirà malato e che ha pochi giorni di vita.
Nel finale della serie, si scopre che Mokona, una sorta di coniglio che aveva accompagnato le ragazze sin dall'inizio della loro avventura, è in realtà il creatore dell'universo e colui che aveva chiamato le ragazze di nuovo a Cefiro. Inizialmente aveva creato la Terra, lasciando agli uomini libero arbitrio, ma dopo aver visto come si stavano comportando e il caos scaturito dall'egoismo degli uomini e dalle guerre, aveva deciso di creare Cefiro, un mondo ideale interamente retto dalla forza d'animo di un'unica persona, la Colonna, dotata di una volontà fuori dal comune. Tuttavia, di fronte alla tragedia umana dell'ultima Colonna, la principessa Emeraude, e al caos derivatone, Mokona ammette che anche il sistema di Cefiro non è giusto.
Alla fine Hikaru risulta essere la nuova Colonna Portante e decide di abolire tale sistema, dando a tutti la possibilità di contribuire alla ricostruzione e al mantenimento della pace sul pianeta.

## Personaggi
Hikaru Shido (獅堂 光?, Shidō Hikaru, Luce nell'edizione italiana dell'anime)
Doppiata da: Hekiru Shiina (ed. giapponese), Elisabetta Spinelli (ed. Mediaset) / Alessandra Karpoff (ed. Yamato Video) (ed. italiana)
È una ragazza di 14 anni dai capelli rossi, che frequenta la seconda media. Il suo elemento caratteristico è il fuoco e il suo Genio Managuerriero è Rayearth, un lupo infuocato. Il suo unico potere è l'attacco. Il suo sport preferito, nonché stile di combattimento utilizzato, è il kendō, che ha appreso perché casa sua è una palestra di kendo. Vive con i suoi tre fratelli maggiori e un cane a cui è particolarmente legata, che si chiama Hikari. Durante il viaggio a Cefiro s'innamora di Lantis.
Umi Ryuzaki (龍咲 海?, Ryūzaki Umi, Marina nell'edizione italiana dell'anime)
Doppiata da: Konami Yoshida (ed. giapponese), Patrizia Scianca (ed. Mediaset) / Cinzia Massironi (ed. Yamato Video) (ed. italiana)
Ha 14 anni e frequenta la seconda media di una scuola per studenti figli di personaggi illustri. Ha dei lunghi capelli blu e il suo elemento caratteristico è l'acqua. Il suo Genio Managuerriero è Ceres, un dragone d'acqua. Il suo unico potere è l'attacco. Il suo sport preferito è la scherma, e adora il gelato Häagen-Dazs (nella prima edizione italiana del manga è sostituito dalla Nutella). Hikaru le ricorda molto la sorellina minore. Una volta entrata in società intende darsi da fare per ripagare l'amore e il sostegno datole dai genitori. Durante il viaggio a Cefiro s'innamora di Clef, cioè colui che le ha chiamate la prima volta.
Fu Hooji (鳳凰寺 風?, Hōōji Fū, Anemone nell'edizione italiana dell'anime)
Doppiata da: Hiroko Kasahara (ed. giapponese), Daniela Fava (ed. Mediaset) / Emanuela Pacotto (ed. Yamato Video) (ed. italiana)
Ha 14 anni e frequenta la seconda media di una scuola per ragazzi più intelligenti della media. Il suo elemento caratteristico è il vento ed il suo genio Managuerriero è Windam, una fenice dotata di un paio di ali. Ha i capelli biondi e il potere della guarigione, dell'attacco e della protezione. Il suo sport preferito è il tiro con l'arco. Vive con i genitori e la sorella maggiore Kuu. Durante il viaggio a Cefiro s'innamora di Ferio.

## Sviluppo

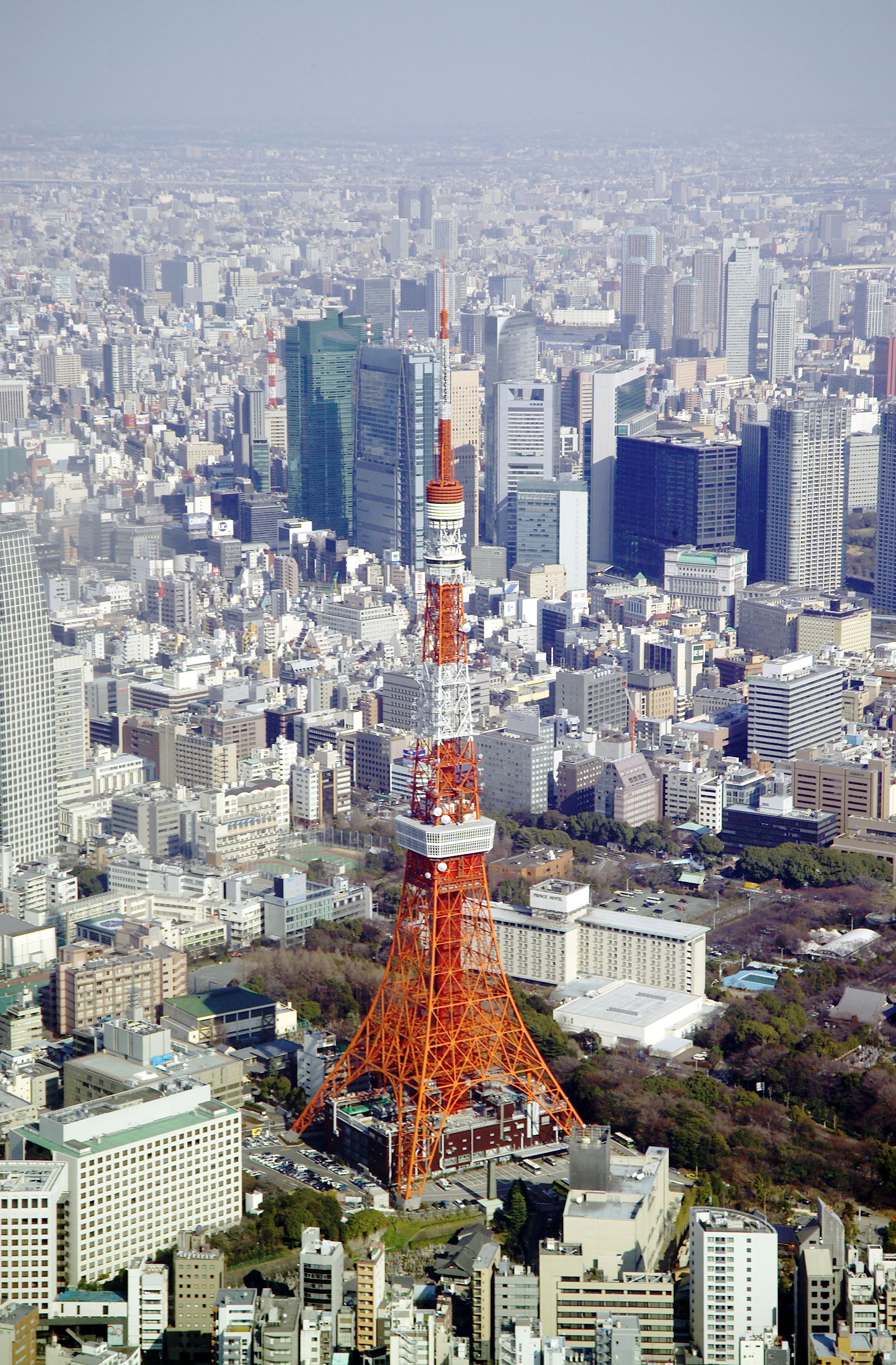
La Tokyo Tower, luogo in cui si incontrano le protagoniste all'inizio della storia

Magic Knight Rayearth è stato il primo manga delle CLAMP ad essere pubblicato dalla Kōdansha. Durante una cena di festeggiamento per aver concluso le illustrazioni dell'edizione bunkoban della serie di romanzi Sōryūden di Yoshiki Tanaka, le CLAMP fecero la conoscenza di Hideki Yamanōchi, al tempo editore della rivista shōjo Nakayoshi, che chiese alle quattro autrici se volessero scrivere una serie manga per la rivista.
Non avendo ricevuto delle direttive specifiche, decisero di creare qualcosa diverso dalle serie pubblicate su Nakayoshi in quegli anni, pur rimanendo più vicine possibili al target imposto dalla rivista: sebbene le giovani lettrici fossero abituate a protagoniste guerriere, nessuna serie allora serializzata comprendeva robot giganti, e per facilitare l'introduzione di queste genere le CLAMP aggiunsero elementi tipici dei giochi di ruolo, con cui le lettrici potevano avere più affinità, in un'ambientazione fantasy. Secondo Ōkawa, il successo della rivista grazie al genere mahō shōjo, ottenuto in parte grazie a Sailor Moon, ha reso possibile la pubblicazione della loro serie a metà tra il fantasy e i robot. La serie è intenzionalmente basata sugli universi tipici dei giochi di ruolo, anche se il risultato finale non è troppo banale: non è il mondo con la principessa, il cattivo che la rapisce e i protagonisti che la salvano e vivono tutti felici e contenti. Il nome Rayearth venne scelto da Takeshi Okazaki, frequente collaboratore delle autrici, mentre il resto del nome fu una loro idea. I nomi dei personaggi secondari, invece, derivati da nomi di automobili e case automobilistiche, furono sempre idea delle autrici: il motivo era usare dei nomi facili da ricordare e spesso sentiti in giro, così chiesero i permessi per sfruttarli. Il nome, il colore dei capelli e la cicatrice sul viso del personaggio Ferio, per esempio, derivano dal fatto che le CLAMP possedevano una Ferio verde graffiata sulla parte frontale.
L'introduzione di robot giganti ha dato alle disegnatrici qualche problema, soprattutto perché l'immensa statura dei robot rendeva impossibile disegnarli nella stessa vignetta con altri personaggi. Le CLAMP decisero inoltre di omettere le cabine di pilotaggio dei robot e di mostrare i loro volti. Nella stesura della storia del primo manga le autrici non hanno incontrato molti problemi, e se la storia fosse stata pubblicata per un target femminile con qualche anno in più o per un target maschile, avrebbero probabilmente considerato di concludere l'intera storia con il primo manga. Il secondo manga è stato più difficile da creare perché secondo Ōkawa la fine del primo manga non ha lasciato molte vie da esplorare.
Per le autrici la serie rappresenta un'opera di transizione, grazie all'introduzione di alcuni elementi che hanno caratterizzato i loro lavori successivi, come i contatti di fato, destino e sacrificio.

## Manga

Copertina del primo volume della seconda edizione italiana del manga Magic Knight Rayearth 2, raffigurante Hikaru Shido

Il primo manga è stato pubblicato a partire dal novembre 1993 dalla Kōdansha, sulla rivista Nakayoshi, fino alla conclusione nel febbraio 1995. A partire dal marzo stesso anno all'aprile 1996, le CLAMP hanno iniziato la serializzazione del secondo manga, che riprende la storia esattamente dove si concludeva la prima. La serie complessiva è stata raccolta in sei kanzenban, poi ripubblicata dal 2002 in sei tankōbon.

### Edizione italiana
In Italia il manga è stato pubblicato per la prima volta a episodi dal numero 9 al numero 33 (9~24 prima serie, 25~33 seconda serie) del mensile contenitore Young della Star Comics nel 1995, con il titolo Rayearth. In seguito a ripetute richieste di ristampa, entrambe le serie sono state ripubblicate in monografico nel mensile Kappa Extra (rispettivamente nel 1998 e nel 2001) in sei volumi simili agli originali giapponesi, lettura all'occidentale e con il titolo Rayearth - Una porta socchiusa ai confini del sole e Rayearth 2 - Una porta socchiusa ai confini del sole.
La prima edizione italiana ha modificato lievemente il nome di alcuni personaggi a causa di errate traslitterazioni dal giapponese: per esempio "Zagato" (ザガート?, Zagāto) è stato traslitterato in "Zagart". Anche se entrambi sono traslitterazioni possibili, è stata ignorata la derivazione dei nomi dalle automobili e case automobilistiche (in questo caso dell'azienda italiana Zagato). Nella nuova edizione del 2010-2011, la Star Comics ha ripristinato i nomi originali, la lettura all'orientale e ha curato un nuovo adattamento dei dialoghi, più fedeli alla controparte giapponese.

### Volumi
| Magic Knight Rayearth (3 volumi)   |                  |                    |                   |
| 1                                  | 22 luglio 1994   | ISBN 4-06-334642-0 | 1º luglio 1998    |
| 2                                  | 22 novembre 1994 | ISBN 4-06-334643-9 | 1º agosto 1998    |
| 3                                  | 6 marzo 1995     | ISBN 4-06-334644-7 | 1º settembre 1998 |
| Magic Knight Rayearth 2 (3 volumi) |                  |                    |                   |
| 1                                  | 26 luglio 1995   | ISBN 4-06-334659-5 | 1º gennaio 2001   |
| 2                                  | 22 novembre 1995 | ISBN 4-06-334660-9 | 1º febbraio 2001  |
| 3                                  | 23 aprile 1996   | ISBN 4-06-334661-7 | 1º marzo 2001     |

## Anime
L'anime, prodotto dalla Tokyo Movie Shinsha, è composto da due stagioni, rispettivamente di 20 e 29 episodi, andati in onda su Yomiuri TV dal 17 ottobre 1994 al 27 novembre 1995. La prima stagione, Magic Knight Rayearth, segue abbastanza fedelmente il manga, mantenendone il tono scherzoso (nei primi episodi, per esempio, nei momenti di panico le protagoniste sono spesso disegnate in versione super deformed, cosa che viene progressivamente abbandonata con la loro maturazione).
La seconda stagione, Magic Knight Rayearth 2, se ne distacca invece abbastanza, riprendendo comunque le idee base già presenti nel fumetto omonimo. Nanase Ōkawa, autrice delle sceneggiature all'interno del gruppo CLAMP, scrisse, infatti, due diversi prosiegui della prima serie, il primo adattato in versione cartacea e il secondo in versione animata (quest'ultimo è stato anche pubblicato in un volumetto). In particolare, seppur già in parte presente nel manga, nella versione animata viene sviluppata un'atmosfera più cupa. Mentre il primo si concentra maggiormente sulla guerra per diventare la Colonna, l'anime ruota principalmente sul personaggio di Hikaru, vera protagonista della storia. La differenza più rilevante rispetto al manga è comunque l'introduzione di due nuovi personaggi, Debonair, antagonista della serie, e Nova, sua figlia, caratterizzata come il "lato oscuro" di Hikaru.

### Adattamento italiano
In Italia l'anime è stato trasmesso con il titolo Una porta socchiusa ai confini del sole su Italia 1 tra il luglio e l'agosto 1997. Nelle successive repliche è stato utilizzato lo stesso titolo, ma aggiungendo anche il logo internazionale della serie con la dicitura Magic Knight Rayearth. L'edizione italiana è stata curata dalla Deneb Film di Milano, con la direzione del doppiaggio di Gabriele Calindri e la supervisione editoriale di Nicola Bartolini Carrassi. Tale edizione contiene diversi tagli e riadattamenti, tra i quali spiccano soprattutto le censure per le scene di nudo totale o parziale e quelle di sangue o violenza. Sono stati anche tagliati tutti i riferimenti al Giappone, come ad esempio cartelli, scritte e anche luoghi. Perfino il finale della prima serie, in cui sia Zagato che Emeraude vengono uccisi dalle protagoniste, è stato modificato, facendo credere che i due siano andati in un'altra dimensione.
Una versione ridoppiata fedelmente e senza censure è stata messa in commercio nel 1998 in 13 VHS dalla Yamato Video con il titolo Magic Knight Rayearth - La saga di Sephiro; nell'ottobre 2007 è uscita una riedizione DVD in una scatola raccoglitore col semplice titolo Magic Knight Rayearth. Il doppiaggio di questa edizione è stato eseguito dalla DEA Digital Editing Audio di Milano, con la direzione di Stefania Patruno. Nel ridoppiaggio gli unici personaggi a mantenere il doppiatore che avevano nella versione Mediaset sono Guruclef/Clef (Davide Garbolino) e Lantis (Flavio Arras).
I nomi delle protagoniste sono stati adattati in tutte le versioni estere per volere delle autrici e farne capire il significato: in Italia, Hikaru (lett. "luce") è diventata Luce, Umi (lett. "mare") è diventata Marina e Fū (lett. "vento") è diventata Anemone (dal greco antico άνεμος, "vento").

### Differenze tra manga e anime
- Nell'anime Presea rimane uccisa in seguito all'attacco di Ascot e viene sostituita all'insaputa di tutti dalla sorella gemella Sierra; nel manga, invece, sopravvive e compare regolarmente nella seconda serie.
- Alcyone, nel manga, viene uccisa da Zagato dopo essere stata sconfitta alla fontana di Aeterna, mentre nell'anime sopravvive e viene eliminata da Debonair verso la fine della serie animata.
- Emeraude, nell'anime, cancella la memoria a Ferio dietro esplicita richiesta di quest'ultimo, che non vuole esserle d'intralcio nel ruolo di Colonna Portante; nel manga, Ferio sa fin dall'inizio di essere il fratello di Emeraude.
- Le lotte che le protagoniste devono sostenere per risvegliare i Geni Managuerrieri differiscono tra manga e anime. Fu, nel manga, affronta Caldina, mentre nell'anime combatte contro Innova; Hikaru, nel manga, deve sconfiggere Rafaga, mentre nell'anime si scontra con Zagato in persona. Le lotte contro Caldina e Rafaga vengono comunque riprese in due episodi dell'anime con le stesse dinamiche con cui avvengono nel manga.
- Debonair, Nova, Sierra e Innova compaiono esclusivamente nell'anime.
- La seconda stagione dell'anime ha toni molto più cupi rispetto al manga, dove invece molte delle battaglie sono descritte in chiave addirittura umoristica e gli invasori (tranne Eagle Vision) sono presentati perlopiù in chiave comica.
- Hikaru e Umi, nell'anime, sono innamorate rispettivamente di Lantis e Clef, mentre nel manga l'unica storia d'amore che riguarda le protagoniste è quella tra Fu e Ferio.
- Nella seconda stagione dell'anime ognuna delle protagoniste sviluppa un rapporto particolare con uno dei tre mondi invasori: Umi e Fu convincono rispettivamente Chizeta e Fahren a ritirarsi, mentre Hikaru ha modo di conoscere gli abitanti di Autozam. Nel manga, invece, nessuna delle tre protagoniste incontra mai di persona gli invasori durante la guerra ed è Eagle Vision di Autozam a convincere i mondi rivali a rinunciare all'attacco.
- Eagle Vision, nell'anime, vuole diventare la nuova Colonna Portante per usarne il potere per il bene di Autozam; nel manga, invece, la sua motivazione principale è salvare Lantis, che intendeva sacrificarsi per eliminare una volta per tutte il sistema delle Colonne Portanti.
- La malattia di Eagle Vision è concepita in modo differente nel manga rispetto all'anime.
- Zazu Torque ha una cotta per Hikaru nell'anime, cosa che invece non avviene nel manga.
- Mokona, nel manga, è la divinità creatrice dell'universo ed è lei stessa ad eleggere la Colonna Portante di Cefiro. Nell'anime, Mokona è soltanto una delle molte creature di Cefiro ed è la corona magica della principessa Emeraude a scegliere la nuova Colonna Portante.
- Nel finale del manga viene rivelato che le ragazze possono tornare su Cefiro quando vogliono, mentre nell'anime sembra che ciò non sia possibile.

### Sigle
Sigla di apertura
- Yuzurenai negai (ゆずれない願い?), di Naomi Tamura
- Kirai ni narenai (キライになれない?), di Ayumi Nakamura (seconda serie; ep. 1-22)
- Hikari to kage wo dakishimeta mama (光と影を抱きしめたまま?), di Naomi Tamura (seconda serie; ep. 23-29)

Sigla di chiusura
- Asu e no yūki (明日への勇気?), di Keiko Yoshihari (ep. 1-19)
- Asu e no yūki (Acoustic Version) (明日への勇気（アコースティック・ヴァージョン）?), di Keiko Yoshihari (ep. 20)
- Lul-la-by ~ Yasashiku dakasete (ら・ら・ば・い～優しく抱かせて?), di Minako Honda (seconda serie; ep. 1-22)
- Itsuka kagayaku (いつか輝く?), di Keiko Yoshihari (seconda serie; ep. 23-29)

Sigla di apertura e di chiusura italiana
La sigla italiana Una porta socchiusa ai confini del sole per l'edizione Mediaset, scritta da Alessandra Valeri Manera con la musica di Silvio Amato ed interpretata da Cristina D'Avena, presenta un arrangiamento completamente diverso dalle originali e viene usata sia in apertura che in chiusura. La sigla italiana Credi sempre te per l'edizione Yamato Video interpretata da Stefano Bersola segue quello della prima sigla di testa giapponese, modificandolo leggermente.

## OAV
Tra luglio e dicembre 1997 è stata prodotta una serie di tre OAV, chiamata semplicemente Rayearth (レイアース?, Reiāsu). La storia è una versione alternativa, che utilizza gli stessi personaggi della serie, ma inseriti in un contesto diverso. Sono stati trasmessi da Mediaset, tagliati e rimontati in un film da un'ora e mezza, il 26 agosto 2001. Yamato Video li aveva già pubblicati l'anno precedente in tre VHS, con il titolo Rayearth - Il sogno di Emeraude e un doppiaggio integrale affine alla riedizione della serie TV. Nel 2006 sono stati pubblicati in unico DVD sempre da Yamato Video.
Con una trama alternativa rispetto al manga e alla serie TV, l'OAV è ambientato perlopiù sulla Terra e colloca la trasformazione di Hikaru, Umi e Fu in Cavalieri Magici ai loro quindici anni, alla fine delle scuole medie (nella serie classica sono quattordicenni, frequentano scuole diverse e non si conoscono prima di una gita alla Tokyo Tower). I personaggi ripresi dalla serie sono cresciuti, appaiono, perciò, con lineamenti diversi, e, come nel caso delle tre ragazze, con tonalità di colori più scuri in occhi e capelli. Il Managuerriero di Hikaru si chiama Lexus e non più Rayearth; quest'ultimo, nello speciale, è il nome della fusione dei tre Managuerrieri dei Cavalieri Magici. Alcyone ha un Managuerriero (negli episodi della serie solo Hikaru, Umi, Fu, Zagato, Emeraude e Nova possono contare su una di queste potentissime creature), e Lantis ha, al suo fianco, una sorta di lupo. Ferio, tra i malvagi invasori della Terra provenienti da Cefiro, non è il fratello della principessa Emeraude, ruolo qui assunto da Eagle.
Sigla di chiusura
- All You Need Is Love, di Naomi Tamura

## Videogiochi
Diversi videogiochi sono usciti nel corso degli anni.
- Magic Knight Rayearth, un videogioco di ruolo ambientato nel corso della prima serie televisiva, è stato pubblicato per Sega Saturn.
- Un altro videogioco di ruolo è stato pubblicato per Super Famicom dall'omonimo titolo.
- Sono stati pubblicati anche altri cinque videogiochi meno conosciuti: uno per Sega Pico (Magic Knight Tanjō)[12], due videogiochi di ruolo per Game Boy[13], ed altri due titoli per Sega Game Gear.

Tutti i titoli sono stati pubblicati esclusivamente in Giappone, ad eccezione del videogioco per Saturn, che ha avuto un limitato mercato anche negli Stati Uniti.